# Luizão
Pour le footballeur né en 1987, voir Luizão (football, 1987).
Pour l’article ayant un titre homophone, voir Luisão.
Luiz Carlos Bombonato Goulart, plus connu sous le nom de Luizão, est un footballeur brésilien né le 14 novembre 1975 à Rubinéia (État de São Paulo). Il évolue au poste d'attaquant.
Luizão a évolué dans une quinzaine de clubs différents, principalement au Brésil. Il a remporté la Coupe du monde 2002 avec l'équipe du Brésil. Il possède 11 sélections (3 buts) avec la Seleção.

## Palmarès

### En club
- Vainqueur de la Coupe du Monde des Clubs en 2000
- Vainqueur de la Copa Libertadores en 1998 et en 2005
- Champion du Brésil en 1999
- Vainqueur de la Coupe du Brésil en 2006
- Vainqueur du Tournoi Rio-São Paulo en 1999
- Champion de l'État de Rio en 1998
- Champion de l'État du Paraná en 1993
- Champion de l'État de São Paulo en 1996, 2001 et 2005

### En équipe du Brésil
- 11 sélections et 3 buts entre 2000 et 2002
- Vainqueur de la Coupe du Monde en 2002
- Médaille de Bronze aux Jeux Olympiques en 1996
- Participation à la Coupe du Monde en 2002 (Vainqueur)

### Distinctions individuelles
- Élu Ballon d'Argent par le magazine Placar en 1994
- Meilleur buteur de la Copa Libertadores en 2000
- Meilleur buteur de la Coupe du Brésil en 1996 et 1998